# 418P/LINEAR
418P/LINEAR è una cometa periodica appartenente alla famiglia delle comete gioviane. La cometa è stata scoperta il 14 gennaio 2010 , la sua riscoperta il 23 dicembre 2020 ha permesso di numerarla . Unica particolarità è di avere una MOID di sole 0,0621 u.a. col pianeta Giove, con i conseguenti passaggi ravvicinati che nel futuro determineranno un drastico cambiamento dell'orbita attuale della cometa.